# Маген, Давид
Давид Маген (ивр. דוד מגן‎, имя при рождении Давид Монсонего; род. 4 сентября 1945, Фес, Марокко) — израильский политик и государственный деятель. Мэр Кирьят-Гата в 1976—1986 годах, депутат кнессета в 1981—1999 и 2001—2003 годах, министр без портфеля (март—июнь 1990) и министр экономики и планирования Израиля (1990—1992).

## Биография
Родился в Фесе (Марокко) в 1945 году и репатриировался в Израиль в 1949 году. По окончании школы призван на службу в Армию обороны Израиля, служил с 1963 по 1972 год, вышел в запас в звании майора.
В 1976 году избран на пост мэра города Кирьят-Гата, оставался в этой должности до 1986 года. Возглавлял союз городов «Шекель». Одновременно, в 1981 году, избран в кнессет в составе фракции «Ликуд». Переизбирался в следующие составы кнессета в 1984, 1988, 1992, 1996 годах. С 10-го по 12-й созыв кнессета входил в комиссию по иностранным делам и безопасности, в разное время возглавлял подкомиссии по государственному контролю за качеством местной власти и по оборонной промышленности. В 1989 году возглавлял предвыборный штаб «Ликуда» в ходе местных выборов в Израиле. В 1990 году получил пост министра без портфеля в правительстве Ицхака Шамира, а через несколько месяцев возглавил министерство экономики и планирования. Оставался на министерском посту до поражения «Ликуда» на выборах в кнессет в 1992 году. В кнессете 13-го созыва возглавлял комиссию по вопросам государственного контроля и подкомиссии по вопросам законодательства и по делам управления омбудсмена. В 1996 году, в конце срока полномочий кнессета 13-го созыва, вышел из фракции «Ликуд» и заканчивал срок во фракции «Гешер», но на следующих выборах «Гешер» баллотировался в кнессет общим списком с «Ликудом», что позволило Магену вновь стать депутатом. В кабинете Биньямина Нетаньяху был назначен заместителем министра финансов, но в мае 1997 года подал в отставку из-за многочисленных разногласий с премьер-министром. В конце этого созыва снова покинул общую фракцию с «Ликудом» и заканчивал депутатский срок во фракции «Исраэль ба-мерказ» (с ивр. — «Израиль в центре»).
С формированием Партии Центра вошёл в её состав и с 2001 по 2003 год был депутатом от этой фракции, сменив в кнессете 15-го созыва Ури Савира. В этом созыве кнессета занимал пост председателя комиссии по иностранным делам и безопасности и подкомиссии по делам спецслужб после того, как возглавлявший её Дан Меридор занял министерское кресло
После 2003 года в кнессет не избирался. В 2008 году назначен на пост президента государственной жилищной компании «Амидар».